# Grand Slam of Darts 2022
De Cazoo Grand Slam of Darts 2022 was de zestiende editie van de Grand Slam of Darts georganiseerd door de PDC. Het toernooi werd gehouden van 12 tot en met 20 november in de Aldersley Leisure Village, Wolverhampton. De Welshman Gerwyn Price was de titelverdediger, maar hij werd in de kwartfinale uitgeschakeld door Raymond van Barneveld. Michael Smith won het toernooi door landgenoot Nathan Aspinall in de finale met 16-5 te kloppen.

## Prijzengeld
Het prijzengeld werd opgetrokken tot £ 650.000
| Plaats (aantal spelers) | Plaats (aantal spelers) | Prijzengeld (Totaal: £ 650.000) |
| ----------------------- | ----------------------- | ------------------------------- |
| Winnaar                 | (1)                     | £ 150.000                       |
| Runner-up               | (1)                     | £ 70.000                        |
| Halve finale            | (2)                     | £ 50.000                        |
| Kwartfinale             | (4)                     | £ 25.000                        |
| Laatste 16              | (8)                     | £ 12.500                        |
| Groepswinnaar bonus     | (8)                     | £ 3.500                         |
| Derde in groep          | (8)                     | £ 8.000                         |
| Vierde in groep         | (8)                     | £ 5.000                         |

## Kwalificatie
De gekwalificeerden waren (tot en met 19 september 2022):

### Kwalificatie
Opmerking: Schuingedrukte spelers waren al gekwalificeerd
| PDC Hoofdtoernooien          | PDC Hoofdtoernooien | PDC Hoofdtoernooien | PDC Hoofdtoernooien        | PDC Hoofdtoernooien | PDC Hoofdtoernooien |
| Toernooi                     | Jaar                | Positie             | Speler                     | | Gekwalificeerd      |
| ---------------------------- | ------------------- | ------------------- | -------------------------- | --- | ------------------- |
| PDC World Darts Championship | 2022                | Winnaar             | Peter Wright               | Peter Wright Gerwyn Price Michael van Gerwen Joe Cullen Danny Noppert Ross Smith Damon Heta Simon Whitlock Michael Smith Nathan Aspinall Dave Chisnall Ryan Searle Dirk van Duijvenbode Jonny Clayton |                     |
| Grand Slam of Darts          | 2021                | Winnaar             | Gerwyn Price               | Peter Wright Gerwyn Price Michael van Gerwen Joe Cullen Danny Noppert Ross Smith Damon Heta Simon Whitlock Michael Smith Nathan Aspinall Dave Chisnall Ryan Searle Dirk van Duijvenbode Jonny Clayton |                     |
| Premier League Darts         | 2022                | Winnaar             | Michael van Gerwen         | Peter Wright Gerwyn Price Michael van Gerwen Joe Cullen Danny Noppert Ross Smith Damon Heta Simon Whitlock Michael Smith Nathan Aspinall Dave Chisnall Ryan Searle Dirk van Duijvenbode Jonny Clayton |                     |
| World Matchplay              | 2022                | Winnaar             | Michael van Gerwen         | Peter Wright Gerwyn Price Michael van Gerwen Joe Cullen Danny Noppert Ross Smith Damon Heta Simon Whitlock Michael Smith Nathan Aspinall Dave Chisnall Ryan Searle Dirk van Duijvenbode Jonny Clayton |                     |
| World Grand Prix             | 2022                | Winnaar             | Michael van Gerwen         | Peter Wright Gerwyn Price Michael van Gerwen Joe Cullen Danny Noppert Ross Smith Damon Heta Simon Whitlock Michael Smith Nathan Aspinall Dave Chisnall Ryan Searle Dirk van Duijvenbode Jonny Clayton |                     |
| The Masters                  | 2022                | Winnaar             | Joe Cullen                 | Peter Wright Gerwyn Price Michael van Gerwen Joe Cullen Danny Noppert Ross Smith Damon Heta Simon Whitlock Michael Smith Nathan Aspinall Dave Chisnall Ryan Searle Dirk van Duijvenbode Jonny Clayton |                     |
| UK Open                      | 2022                | Winnaar             | Danny Noppert              | Peter Wright Gerwyn Price Michael van Gerwen Joe Cullen Danny Noppert Ross Smith Damon Heta Simon Whitlock Michael Smith Nathan Aspinall Dave Chisnall Ryan Searle Dirk van Duijvenbode Jonny Clayton |                     |
| European Darts Championship  | 2022                | Winnaar             | Ross Smith                 | Peter Wright Gerwyn Price Michael van Gerwen Joe Cullen Danny Noppert Ross Smith Damon Heta Simon Whitlock Michael Smith Nathan Aspinall Dave Chisnall Ryan Searle Dirk van Duijvenbode Jonny Clayton |                     |
| Players Championship Finals  | 2021                | Winnaar             | Peter Wright               | Peter Wright Gerwyn Price Michael van Gerwen Joe Cullen Danny Noppert Ross Smith Damon Heta Simon Whitlock Michael Smith Nathan Aspinall Dave Chisnall Ryan Searle Dirk van Duijvenbode Jonny Clayton |                     |
| World Series of Darts Finals | 2022                | Winnaar             | Gerwyn Price               | Peter Wright Gerwyn Price Michael van Gerwen Joe Cullen Danny Noppert Ross Smith Damon Heta Simon Whitlock Michael Smith Nathan Aspinall Dave Chisnall Ryan Searle Dirk van Duijvenbode Jonny Clayton |                     |
| World Cup of Darts           | 2022                | Winnaars            | Damon Heta Simon Whitlock  | Peter Wright Gerwyn Price Michael van Gerwen Joe Cullen Danny Noppert Ross Smith Damon Heta Simon Whitlock Michael Smith Nathan Aspinall Dave Chisnall Ryan Searle Dirk van Duijvenbode Jonny Clayton |                     |
| PDC World Darts Championship | 2022                | Runner-up           | Michael Smith              | Peter Wright Gerwyn Price Michael van Gerwen Joe Cullen Danny Noppert Ross Smith Damon Heta Simon Whitlock Michael Smith Nathan Aspinall Dave Chisnall Ryan Searle Dirk van Duijvenbode Jonny Clayton |                     |
| Grand Slam of Darts          | 2021                | Runner-up           | Peter Wright               | Peter Wright Gerwyn Price Michael van Gerwen Joe Cullen Danny Noppert Ross Smith Damon Heta Simon Whitlock Michael Smith Nathan Aspinall Dave Chisnall Ryan Searle Dirk van Duijvenbode Jonny Clayton |                     |
| Premier League Darts         | 2022                | Runner-up           | Joe Cullen                 | Peter Wright Gerwyn Price Michael van Gerwen Joe Cullen Danny Noppert Ross Smith Damon Heta Simon Whitlock Michael Smith Nathan Aspinall Dave Chisnall Ryan Searle Dirk van Duijvenbode Jonny Clayton |                     |
| World Matchplay              | 2022                | Runner-up           | Gerwyn Price               | Peter Wright Gerwyn Price Michael van Gerwen Joe Cullen Danny Noppert Ross Smith Damon Heta Simon Whitlock Michael Smith Nathan Aspinall Dave Chisnall Ryan Searle Dirk van Duijvenbode Jonny Clayton |                     |
| World Grand Prix             | 2022                | Runner-up           | Nathan Aspinall            | Peter Wright Gerwyn Price Michael van Gerwen Joe Cullen Danny Noppert Ross Smith Damon Heta Simon Whitlock Michael Smith Nathan Aspinall Dave Chisnall Ryan Searle Dirk van Duijvenbode Jonny Clayton |                     |
| The Masters                  | 2022                | Runner-up           | Dave Chisnall              | Peter Wright Gerwyn Price Michael van Gerwen Joe Cullen Danny Noppert Ross Smith Damon Heta Simon Whitlock Michael Smith Nathan Aspinall Dave Chisnall Ryan Searle Dirk van Duijvenbode Jonny Clayton |                     |
| UK Open                      | 2022                | Runner-up           | Michael Smith              | Peter Wright Gerwyn Price Michael van Gerwen Joe Cullen Danny Noppert Ross Smith Damon Heta Simon Whitlock Michael Smith Nathan Aspinall Dave Chisnall Ryan Searle Dirk van Duijvenbode Jonny Clayton |                     |
| European Darts Championship  | 2022                | Runner-up           | Michael Smith              | Peter Wright Gerwyn Price Michael van Gerwen Joe Cullen Danny Noppert Ross Smith Damon Heta Simon Whitlock Michael Smith Nathan Aspinall Dave Chisnall Ryan Searle Dirk van Duijvenbode Jonny Clayton |                     |
| Players Championship Finals  | 2021                | Runner-up           | Ryan Searle                | Peter Wright Gerwyn Price Michael van Gerwen Joe Cullen Danny Noppert Ross Smith Damon Heta Simon Whitlock Michael Smith Nathan Aspinall Dave Chisnall Ryan Searle Dirk van Duijvenbode Jonny Clayton |                     |
| World Series of Darts Finals | 2022                | Runner-up           | Dirk van Duijvenbode       | Peter Wright Gerwyn Price Michael van Gerwen Joe Cullen Danny Noppert Ross Smith Damon Heta Simon Whitlock Michael Smith Nathan Aspinall Dave Chisnall Ryan Searle Dirk van Duijvenbode Jonny Clayton |                     |
| World Cup of Darts           | 2022                | Runners-up          | Gerwyn Price Jonny Clayton | Peter Wright Gerwyn Price Michael van Gerwen Joe Cullen Danny Noppert Ross Smith Damon Heta Simon Whitlock Michael Smith Nathan Aspinall Dave Chisnall Ryan Searle Dirk van Duijvenbode Jonny Clayton |                     |

Als de lijst met gekwalificeerden van de hoofdtoernooien minder dan het vereiste aantal van 16 spelers oplevert, wordt het veld gevuld met de reservelijsten. De eerste lijst bestaat uit de winnaars van de European Tour-evenementen van 2022, waarin de winnaars op de einddatum worden gerangschikt op volgorde van de Order of Merit-positie.

#### PDC Pro Tour European Tour
| PDC Pro Tour European Tour | PDC Pro Tour European Tour | PDC Pro Tour European Tour | PDC Pro Tour European Tour | PDC Pro Tour European Tour | PDC Pro Tour European Tour |
| Toernooi                   | Jaar                       | Positie                    | Speler                     |                            | Gekwalificeerd             |
| -------------------------- | -------------------------- | -------------------------- | -------------------------- | -------------------------- | -------------------------- |
| International Darts Open   | 2022                       | Winnaar                    | Gerwyn Price               | Luke Humphries             |                            |
| German Darts Championship  | 2022                       | Winnaar                    | Michael van Gerwen         | Luke Humphries             |                            |
| German Darts Grand Prix    | 2022                       | Winnaar                    | Luke Humphries             | Luke Humphries             |                            |
| Austrian Darts Open        | 2022                       | Winnaar                    | Michael van Gerwen         | Luke Humphries             |                            |
| European Darts Open        | 2022                       | Winnaar                    | Michael van Gerwen         | Luke Humphries             |                            |
| Czech Darts Open           | 2022                       | Winnaar                    | Luke Humphries             | Luke Humphries             |                            |
| European Darts Grand Prix  | 2022                       | Winnaar                    | Luke Humphries             | Luke Humphries             |                            |
| Dutch Darts Championship   | 2022                       | Winnaar                    | Michael Smith              | Luke Humphries             |                            |
| European Darts Matchplay   | 2022                       | Winnaar                    | Luke Humphries             | Luke Humphries             |                            |
| Hungarian Darts Trophy     | 2022                       | Winnaar                    | Joe Cullen                 | Luke Humphries             |                            |
| German Darts Open          | 2022                       | Winnaar                    | Peter Wright               | Luke Humphries             |                            |
| Belgian Darts Open         | 2022                       | Winnaar                    | Dave Chisnall              | Luke Humphries             |                            |
| Gibraltar Darts Trophy     | 2022                       | Winnaar                    | Damon Heta                 | Luke Humphries             |                            |

Als er nog steeds niet genoeg gekwalificeerden zijn nadat European Tour-evenementen worden toegevoegd, worden de winnaars van de Players Championships-evenementen 2022 toegevoegd, eerst in het aantal gewonnen Players Championship-evenementen en vervolgens volgens de Order of Merit-ranglijst.

#### PDC Pro Tour Players Championships
| Players Championship 1  | Winnaar | Luke Humphries       | Rob Cross |
| Players Championship 2  | Winnaar | Peter Wright         | Rob Cross |
| Players Championship 3  | Winnaar | Joe Cullen           | Rob Cross |
| Players Championship 4  | Winnaar | Joe Cullen           | Rob Cross |
| Players Championship 5  | Winnaar | Damon Heta           | Rob Cross |
| Players Championship 6  | Winnaar | Jim Williams         | Rob Cross |
| Players Championship 7  | Winnaar | Gerwyn Price         | Rob Cross |
| Players Championship 8  | Winnaar | Michael van Gerwen   | Rob Cross |
| Players Championship 9  | Winnaar | Danny Jansen         | Rob Cross |
| Players Championship 10 | Winnaar | Michael van Gerwen   | Rob Cross |
| Players Championship 11 | Winnaar | Ryan Searle          | Rob Cross |
| Players Championship 12 | Winnaar | Dirk van Duijvenbode | Rob Cross |
| Players Championship 13 | Winnaar | Nathan Aspinall      | Rob Cross |
| Players Championship 14 | Winnaar | Michael Smith        | Rob Cross |
| Players Championship 15 | Winnaar | Michael Smith        | Rob Cross |
| Players Championship 16 | Winnaar | Michael Smith        | Rob Cross |
| Players Championship 17 | Winnaar | Scott Williams       | Rob Cross |
| Players Championship 18 | Winnaar | Dirk van Duijvenbode | Rob Cross |
| Players Championship 19 | Winnaar | Danny Noppert        | Rob Cross |
| Players Championship 20 | Winnaar | Adrian Lewis         | Rob Cross |
| Players Championship 21 | Winnaar | Brendan Dolan        | Rob Cross |
| Players Championship 22 | Winnaar | Nathan Aspinall      | Rob Cross |
| Players Championship 23 | Winnaar | Keegan Brown         | Rob Cross |
| Players Championship 24 | Winnaar | Rob Cross            | Rob Cross |
| Players Championship 25 | Winnaar | Dave Chisnall        | Rob Cross |
| Players Championship 26 | Winnaar | Damon Heta           | Rob Cross |
| Players Championship 27 | Winnaar | Rob Cross            | Rob Cross |
| Players Championship 28 | Winnaar | Josh Rock            | Rob Cross |
| Players Championship 29 | Winnaar | Gerwyn Price         | Rob Cross |
| Players Championship 30 | Winnaar | James Wade           | Rob Cross |

#### PDC Qualifiers
Acht spelers wisten zich te plaatsen via de Qualifier voor Tour Card-houders op 6 november.
| - Ritchie Edhouse - Raymond van Barneveld - Adam Gawlas - Alan Soutar - Martin Schindler - Luke Woodhouse - Mensur Suljović - Jermaine Wattimena |

#### Aanvullende Qualifiers
| PDC Hoofdtoernooien             | PDC Hoofdtoernooien | PDC Hoofdtoernooien    | PDC Hoofdtoernooien | PDC Hoofdtoernooien                                                                                           | PDC Hoofdtoernooien |
| Toernooi                        | Jaar                | Positie                | Speler              | | Gekwalificeerd      |
| ------------------------------- | ------------------- | ---------------------- | ------------------- | --- | ------------------- |
| PDC World Youth Championship    | 2021                | Winnaar                | Ted Evetts          | Ted Evetts Nathan Rafferty Scott Williams Josh Rock Fallon Sherrock Lisa Ashton Christian Perez Leonard Gates |                     |
| PDC World Youth Championship    | 2021                | Runner-up              | Nathan Rafferty     | Ted Evetts Nathan Rafferty Scott Williams Josh Rock Fallon Sherrock Lisa Ashton Christian Perez Leonard Gates |                     |
| PDC Challenge Tour              | 2022                | Order of Merit-winnaar | Scott Williams      | Ted Evetts Nathan Rafferty Scott Williams Josh Rock Fallon Sherrock Lisa Ashton Christian Perez Leonard Gates |                     |
| PDC Development Tour            | 2022                | Order of Merit-winnaar | Josh Rock           | Ted Evetts Nathan Rafferty Scott Williams Josh Rock Fallon Sherrock Lisa Ashton Christian Perez Leonard Gates |                     |
| Women's World Matchplay         | 2022                | Winnaar                | Fallon Sherrock     | Ted Evetts Nathan Rafferty Scott Williams Josh Rock Fallon Sherrock Lisa Ashton Christian Perez Leonard Gates |                     |
| PDC Women's Series              | 2022                | Order of Merit-winnaar | Lisa Ashton         | Ted Evetts Nathan Rafferty Scott Williams Josh Rock Fallon Sherrock Lisa Ashton Christian Perez Leonard Gates |                     |
| PDC Asian Championship          | 2022                | Winnaar                | Christian Perez     | Ted Evetts Nathan Rafferty Scott Williams Josh Rock Fallon Sherrock Lisa Ashton Christian Perez Leonard Gates |                     |
| PDC North American Championship | 2022                | Winnaar                | Leonard Gates       | Ted Evetts Nathan Rafferty Scott Williams Josh Rock Fallon Sherrock Lisa Ashton Christian Perez Leonard Gates |                     |

## Toernooioverzicht

### Potindeling
De loting vond plaats op 7 november, waarbij voor elke groep een speler uit elke pot werd geloot.
| Pot A | Pot B | Pot C | Pot D |
| --- | --- | --- | --- |
| Gerwyn Price (1) Peter Wright (2) Michael van Gerwen (3) Michael Smith (4) Rob Cross (5) Luke Humphries (6) Jonny Clayton (7) Danny Noppert (8) | Nathan Aspinall (12) Dave Chisnall (14) Joe Cullen (15) Dirk van Duijvenbode (16) Ryan Searle (17) Damon Heta (18) Ross Smith (20) Simon Whitlock (29) | Mensur Suljović (31) Martin Schindler (32) Jermaine Wattimena (38) Alan Soutar (43) Luke Woodhouse (47) Raymond van Barneveld (50) Josh Rock (55) Ritchie Edhouse (57) | Adam Gawlas (74) Scott Williams (79) Nathan Rafferty (92) Ted Evetts (106) Lisa Ashton Leonard Gates Christian Perez Fallon Sherrock |

### Groepsfase

#### Groep A
| Datum   | Speler                | Gem.     | Score | Gem.     | Speler                |
| ------- | --------------------- | -------- | ----- | -------- | --------------------- |
| 12 nov. | Dave Chisnall         | (90.40)  | 3 – 5 | (90.71)  | Raymond van Barneveld |
| 12 nov. | Gerwyn Price          | (101.39) | 5 – 1 | (94.66)  | Ted Evetts            |
| 13 nov. | Dave Chisnall         | (101.50) | 5 – 2 | (87.21)  | Ted Evetts            |
| 13 nov. | Gerwyn Price          | (105.99) | 4 – 5 | (100.08) | Raymond van Barneveld |
| 14 nov. | Raymond van Barneveld | (91.09)  | 5 – 0 | (82.43)  | Ted Evetts            |
| 14 nov. | Gerwyn Price          | (103.16) | 5 – 4 | (101.44) | Dave Chisnall         |

| Pos. | Speler                | Wedstrijden | Wedstrijden | Wedstrijden | Legs | Legs | Legs  | Punten |
| ---- | --------------------- | ----------- | ----------- | ----------- | ---- | ---- | ----- | ------ |
| Pos. | Speler                | G           | W           | V           | LV   | LT   | Saldo | Punten |
| 1    | Raymond van Barneveld | 3           | 3           | 0           | 15   | 7    | +8    | 6      |
| 2    | Gerwyn Price          | 3           | 2           | 1           | 14   | 10   | +4    | 4      |
| 3    | Dave Chisnall         | 3           | 1           | 2           | 12   | 12   | 0     | 2      |
| 4    | Ted Evetts            | 3           | 0           | 3           | 3    | 15   | -12   | 0      |

#### Groep B
| Datum   | Speler          | Gem.    | Score | Gem.    | Speler          |
| ------- | --------------- | ------- | ----- | ------- | --------------- |
| 12 nov. | Simon Whitlock  | (97.21) | 5 – 2 | (91.24) | Mensur Suljović |
| 12 nov. | Danny Noppert   | (95.61) | 5 – 4 | (85.43) | Christian Perez |
| 13 nov. | Mensur Suljović | (83.98) | 5 – 2 | (82.21) | Christian Perez |
| 13 nov. | Danny Noppert   | (99.98) | 5 – 2 | (99.09) | Simon Whitlock  |
| 14 nov. | Simon Whitlock  | (99.24) | 5 – 3 | (91.12) | Christian Perez |
| 14 nov. | Danny Noppert   | (88.70) | 5 – 4 | (86.16) | Mensur Suljović |

| Pos. | Speler          | Wedstrijden | Wedstrijden | Wedstrijden | Legs | Legs | Legs  | Punten |
| ---- | --------------- | ----------- | ----------- | ----------- | ---- | ---- | ----- | ------ |
| Pos. | Speler          | G           | W           | V           | LV   | LT   | Saldo | Punten |
| 1    | Danny Noppert   | 3           | 3           | 0           | 15   | 10   | +5    | 6      |
| 2    | Simon Whitlock  | 3           | 2           | 1           | 12   | 10   | +2    | 4      |
| 3    | Mensur Suljović | 3           | 1           | 2           | 11   | 12   | -1    | 2      |
| 4    | Christian Perez | 3           | 0           | 3           | 9    | 15   | -6    | 0      |

#### Groep C
| Datum   | Speler          | Gem.     | Score | Gem.    | Speler          |
| ------- | --------------- | -------- | ----- | ------- | --------------- |
| 12 nov. | Joe Cullen      | (93.51)  | 5 – 1 | (86.67) | Ritchie Edhouse |
| 12 nov. | Michael Smith   | (91.21)  | 5 – 3 | (77.28) | Lisa Ashton     |
| 13 nov. | Ritchie Edhouse | (85.98)  | 5 – 2 | (82.25) | Lisa Ashton     |
| 13 nov. | Michael Smith   | (95.79)  | 5 – 1 | (90.70) | Joe Cullen      |
| 14 nov. | Joe Cullen      | (97.18)  | 5 – 3 | (89.88) | Lisa Ashton     |
| 14 nov. | Michael Smith   | (104.93) | 5 – 1 | (87.48) | Ritchie Edhouse |

| Pos. | Speler          | Wedstrijden | Wedstrijden | Wedstrijden | Legs | Legs | Legs  | Punten |
| ---- | --------------- | ----------- | ----------- | ----------- | ---- | ---- | ----- | ------ |
| Pos. | Speler          | G           | W           | V           | LV   | LT   | Saldo | Punten |
| 1    | Michael Smith   | 3           | 3           | 0           | 15   | 5    | +10   | 6      |
| 2    | Joe Cullen      | 3           | 2           | 1           | 11   | 9    | +2    | 4      |
| 3    | Ritchie Edhouse | 3           | 1           | 2           | 7    | 12   | -5    | 2      |
| 4    | Lisa Ashton     | 3           | 0           | 3           | 8    | 15   | -7    | 0      |

#### Groep D
| Datum   | Speler               | Gem.     | Score | Gem.    | Speler               |
| ------- | -------------------- | -------- | ----- | ------- | -------------------- |
| 12 nov. | Dirk van Duijvenbode | (102.89) | 5 – 4 | (98.31) | Martin Schindler     |
| 12 nov. | Rob Cross            | (100.87) | 5 – 2 | (81.75) | Adam Gawlas          |
| 13 nov. | Martin Schindler     | (90.28)  | 5 – 3 | (90.17) | Adam Gawlas          |
| 13 nov. | Rob Cross            | (88.80)  | 3 – 5 | (95.33) | Dirk van Duijvenbode |
| 14 nov. | Dirk van Duijvenbode | (98.07)  | 5 – 3 | (97.57) | Adam Gawlas          |
| 14 nov. | Rob Cross            | (91.90)  | 5 – 4 | (90.35) | Martin Schindler     |

| Pos. | Speler               | Wedstrijden | Wedstrijden | Wedstrijden | Legs | Legs | Legs  | Punten |
| ---- | -------------------- | ----------- | ----------- | ----------- | ---- | ---- | ----- | ------ |
| Pos. | Speler               | G           | W           | V           | LV   | LT   | Saldo | Punten |
| 1    | Dirk van Duijvenbode | 3           | 3           | 0           | 15   | 10   | +5    | 6      |
| 2    | Rob Cross            | 3           | 2           | 1           | 13   | 11   | +2    | 4      |
| 3    | Martin Schindler     | 3           | 1           | 2           | 13   | 13   | 0     | 2      |
| 4    | Adam Gawlas          | 3           | 0           | 3           | 8    | 15   | -7    | 0      |

#### Groep E
| Datum   | Speler          | Gem.    | Score | Gem.    | Speler          |
| ------- | --------------- | ------- | ----- | ------- | --------------- |
| 12 nov. | Nathan Aspinall | (92.41) | 4 – 5 | (91.09) | Alan Soutar     |
| 12 nov. | Peter Wright    | (87.59) | 5 – 1 | (84.35) | Fallon Sherrock |
| 13 nov. | Nathan Aspinall | (93.92) | 5 – 1 | (88.15) | Fallon Sherrock |
| 13 nov. | Peter Wright    | (89.60) | 5 – 4 | (95.47) | Alan Soutar     |
| 15 nov. | Alan Soutar     | (89.79) | 5 – 2 | (84.24) | Fallon Sherrock |
| 15 nov. | Peter Wright    | (90.54) | 2 – 5 | (92.89) | Nathan Aspinall |

| Pos. | Speler          | Wedstrijden | Wedstrijden | Wedstrijden | Legs | Legs | Legs  | Punten |
| ---- | --------------- | ----------- | ----------- | ----------- | ---- | ---- | ----- | ------ |
| Pos. | Speler          | G           | W           | V           | LV   | LT   | Saldo | Punten |
| 1    | Nathan Aspinall | 3           | 2           | 1           | 14   | 8    | +6    | 4      |
| 2    | Alan Soutar     | 3           | 2           | 1           | 14   | 11   | +3    | 4      |
| 3    | Peter Wright    | 3           | 2           | 1           | 12   | 10   | +2    | 4      |
| 4    | Fallon Sherrock | 3           | 0           | 3           | 4    | 15   | -11   | 0      |

#### Groep F
| Datum   | Speler             | Gem.    | Score | Gem.    | Speler             |
| ------- | ------------------ | ------- | ----- | ------- | ------------------ |
| 12 nov. | Damon Heta         | (93.03) | 2 – 5 | (97.51) | Jermaine Wattimena |
| 12 nov. | Jonny Clayton      | (92.78) | 5 – 0 | (85.37) | Leonard Gates      |
| 13 nov. | Damon Heta         | (95.98) | 5 – 4 | (90.94) | Leonard Gates      |
| 13 nov. | Jonny Clayton      | (89.46) | 5 – 0 | (85.19) | Jermaine Wattimena |
| 15 nov. | Jermaine Wattimena | (88.35) | 5 – 1 | (79.07) | Leonard Gates      |
| 15 nov. | Jonny Clayton      | (85.61) | 2 – 5 | (93.25) | Damon Heta         |

| Pos. | Speler             | Wedstrijden | Wedstrijden | Wedstrijden | Legs | Legs | Legs  | Punten |
| ---- | ------------------ | ----------- | ----------- | ----------- | ---- | ---- | ----- | ------ |
| Pos. | Speler             | G           | W           | V           | LV   | LT   | Saldo | Punten |
| 1    | Jonny Clayton      | 3           | 2           | 1           | 12   | 5    | +7    | 4      |
| 2    | Jermaine Wattimena | 3           | 2           | 1           | 10   | 8    | +2    | 4      |
| 3    | Damon Heta         | 3           | 2           | 1           | 12   | 11   | +1    | 4      |
| 4    | Leonard Gates      | 3           | 0           | 3           | 5    | 15   | -10   | 0      |

#### Groep G
| Datum   | Speler             | Gem.     | Score | Gem.     | Speler          |
| ------- | ------------------ | -------- | ----- | -------- | --------------- |
| 12 nov. | Ross Smith         | (92.24)  | 4 – 5 | (96.90)  | Luke Woodhouse  |
| 12 nov. | Michael van Gerwen | (101.58) | 5 – 2 | (87.97)  | Nathan Rafferty |
| 13 nov. | Ross Smith         | (94.51)  | 5 – 2 | (86.51)  | Nathan Rafferty |
| 13 nov. | Michael van Gerwen | (99.75)  | 5 – 1 | (90.41)  | Luke Woodhouse  |
| 15 nov. | Luke Woodhouse     | (101.26) | 4 – 5 | (96.51)  | Nathan Rafferty |
| 15 nov. | Michael van Gerwen | (104.80) | 4 – 5 | (107.92) | Ross Smith      |

| Pos. | Speler             | Wedstrijden | Wedstrijden | Wedstrijden | Legs | Legs | Legs  | Punten |
| ---- | ------------------ | ----------- | ----------- | ----------- | ---- | ---- | ----- | ------ |
| Pos. | Speler             | G           | W           | V           | LV   | LT   | Saldo | Punten |
| 1    | Michael van Gerwen | 3           | 2           | 1           | 14   | 8    | +6    | 4      |
| 2    | Ross Smith         | 3           | 2           | 1           | 14   | 11   | +3    | 4      |
| 3    | Luke Woodhouse     | 3           | 1           | 2           | 10   | 14   | -4    | 2      |
| 4    | Nathan Rafferty    | 3           | 1           | 2           | 9    | 14   | -5    | 2      |

#### Groep H
| Datum   | Speler         | Gem.     | Score | Gem.     | Speler         |
| ------- | -------------- | -------- | ----- | -------- | -------------- |
| 12 nov. | Ryan Searle    | (88.05)  | 5 – 4 | (89.91)  | Josh Rock      |
| 12 nov. | Luke Humphries | (94.45)  | 5 – 2 | (88.82)  | Scott Williams |
| 13 nov. | Josh Rock      | (96.62)  | 5 – 4 | (93.91)  | Scott Williams |
| 13 nov. | Luke Humphries | (107.04) | 5 – 1 | (103.59) | Ryan Searle    |
| 15 nov. | Ryan Searle    | (101.92) | 3 – 5 | (107.46) | Scott Williams |
| 15 nov. | Luke Humphries | (99.31)  | 3 – 5 | (99.26)  | Josh Rock      |

| Pos. | Speler         | Wedstrijden | Wedstrijden | Wedstrijden | Legs | Legs | Legs  | Punten |
| ---- | -------------- | ----------- | ----------- | ----------- | ---- | ---- | ----- | ------ |
| Pos. | Speler         | G           | W           | V           | LV   | LT   | Saldo | Punten |
| 1    | Luke Humphries | 3           | 2           | 1           | 13   | 8    | +5    | 4      |
| 2    | Josh Rock      | 3           | 2           | 1           | 14   | 12   | +2    | 4      |
| 3    | Scott Williams | 3           | 1           | 2           | 11   | 13   | -2    | 2      |
| 4    | Ryan Searle    | 3           | 1           | 2           | 9    | 14   | -5    | 2      |

### Knockout-fase
|  | Tweede ronde (best of 19 legs) 16–17 november | Tweede ronde (best of 19 legs) 16–17 november | Tweede ronde (best of 19 legs) 16–17 november |    |                              | Kwartfinale (best of 31 legs) 18-19 november | Kwartfinale (best of 31 legs) 18-19 november | Kwartfinale (best of 31 legs) 18-19 november |  |    | Halve finale (best of 31 legs) 20 november | Halve finale (best of 31 legs) 20 november | Halve finale (best of 31 legs) 20 november |  |    | Finale (best of 31 legs) 20 november | Finale (best of 31 legs) 20 november | Finale (best of 31 legs) 20 november |
|  |                                               |                                               |                                               |    |                              |                                              |                                              |                                              |  |    |                                            |                                            |                                            |  |    |                                      |                                      |                                      |
|  | A1                                            | Raymond van Barneveld (97.40)                 | 10                                            |    |                              |                                              |                                              |                                              |  |    |                                            |                                            |                                            |  |    |                                      |                                      |                                      |
|  | B2                                            | Simon Whitlock (101.14)                       | 8                                             |    |                              |                                              |                                              |                                              |  |    |                                            |                                            |                                            |  |    |                                      |                                      |                                      |
|  | B2                                            | Simon Whitlock (101.14)                       | 8                                             |    | A1                           | Raymond van Barneveld (99.64)                | 16                                           |                                              |  |    |                                            |                                            |                                            |  |    |                                      |                                      |                                      |
|  |                                               |                                               |                                               |    | A1                           | Raymond van Barneveld (99.64)                | 16                                           |                                              |  |    |                                            |                                            |                                            |  |    |                                      |                                      |                                      |
|  |                                               | A2                                            | Gerwyn Price (101.78)                         | 13 |                              |                                              |                                              |                                              |  |    |                                            |                                            |                                            |  |    |                                      |                                      |                                      |
|  | B1                                            | A2                                            | Gerwyn Price (101.78)                         | 13 | Danny Noppert (98.04)        | 8                                            |                                              |                                              |  |    |                                            |                                            |                                            |  |    |                                      |                                      |                                      |
|  | B1                                            |                                               |                                               |    | Danny Noppert (98.04)        | 8                                            |                                              |                                              |  |    |                                            |                                            |                                            |  |    |                                      |                                      |                                      |
|  | A2                                            | Gerwyn Price (100.10)                         | 10                                            |    |                              |                                              |                                              |                                              |  |    |                                            |                                            |                                            |  |    |                                      |                                      |                                      |
|  | A2                                            | Gerwyn Price (100.10)                         | 10                                            |    |                              |                                              |                                              |                                              |  | A1 | Raymond van Barneveld (94.97)              | 12                                         |                                            |  |    |                                      |                                      |                                      |
|  |                                               |                                               |                                               |    |                              |                                              |                                              |                                              |  | A1 | Raymond van Barneveld (94.97)              | 12                                         |                                            |  |    |                                      |                                      |                                      |
|  |                                               | C1                                            | Michael Smith (104.10)                        | 16 |                              |                                              |                                              |                                              |  |    |                                            |                                            |                                            |  |    |                                      |                                      |                                      |
|  | C1                                            | C1                                            | Michael Smith (104.10)                        | 16 | Michael Smith (96.01)        | 10                                           |                                              |                                              |  |    |                                            |                                            |                                            |  |    |                                      |                                      |                                      |
|  | C1                                            |                                               |                                               |    | Michael Smith (96.01)        | 10                                           |                                              |                                              |  |    |                                            |                                            |                                            |  |    |                                      |                                      |                                      |
|  | D2                                            | Rob Cross (97.02)                             | 8                                             |    |                              |                                              |                                              |                                              |  |    |                                            |                                            |                                            |  |    |                                      |                                      |                                      |
|  | D2                                            | Rob Cross (97.02)                             | 8                                             |    | C1                           | Michael Smith (100.11)                       | 16                                           |                                              |  |    |                                            |                                            |                                            |  |    |                                      |                                      |                                      |
|  |                                               |                                               |                                               |    | C1                           | Michael Smith (100.11)                       | 16                                           |                                              |  |    |                                            |                                            |                                            |  |    |                                      |                                      |                                      |
|  |                                               | C2                                            | Joe Cullen (98.13)                            | 15 |                              |                                              |                                              |                                              |  |    |                                            |                                            |                                            |  |    |                                      |                                      |                                      |
|  | D1                                            | C2                                            | Joe Cullen (98.13)                            | 15 | Dirk van Duijvenbode (93.47) | 4                                            |                                              |                                              |  |    |                                            |                                            |                                            |  |    |                                      |                                      |                                      |
|  | D1                                            |                                               |                                               |    | Dirk van Duijvenbode (93.47) | 4                                            |                                              |                                              |  |    |                                            |                                            |                                            |  |    |                                      |                                      |                                      |
|  | C2                                            | Joe Cullen (95.46)                            | 10                                            |    |                              |                                              |                                              |                                              |  |    |                                            |                                            |                                            |  |    |                                      |                                      |                                      |
|  | C2                                            | Joe Cullen (95.46)                            | 10                                            |    |                              |                                              |                                              |                                              |  |    |                                            |                                            |                                            |  | C1 | Michael Smith (96.84)                | 16                                   |                                      |
|  |                                               |                                               |                                               |    |                              |                                              |                                              |                                              |  |    |                                            |                                            |                                            |  | C1 | Michael Smith (96.84)                | 16                                   |                                      |
|  |                                               | E1                                            | Nathan Aspinall (90.94)                       | 5  |                              |                                              |                                              |                                              |  |    |                                            |                                            |                                            |  |    |                                      |                                      |                                      |
|  | E1                                            | E1                                            | Nathan Aspinall (90.94)                       | 5  | Nathan Aspinall (97.49)      | 10                                           |                                              |                                              |  |    |                                            |                                            |                                            |  |    |                                      |                                      |                                      |
|  | E1                                            |                                               |                                               |    | Nathan Aspinall (97.49)      | 10                                           |                                              |                                              |  |    |                                            |                                            |                                            |  |    |                                      |                                      |                                      |
|  | F2                                            | Jermaine Wattimena (94.55)                    | 6                                             |    |                              |                                              |                                              |                                              |  |    |                                            |                                            |                                            |  |    |                                      |                                      |                                      |
|  | F2                                            | Jermaine Wattimena (94.55)                    | 6                                             |    | E1                           | Nathan Aspinall (95.18)                      | 16                                           |                                              |  |    |                                            |                                            |                                            |  |    |                                      |                                      |                                      |
|  |                                               |                                               |                                               |    | E1                           | Nathan Aspinall (95.18)                      | 16                                           |                                              |  |    |                                            |                                            |                                            |  |    |                                      |                                      |                                      |
|  |                                               | E2                                            | Alan Soutar (95.12)                           | 12 |                              |                                              |                                              |                                              |  |    |                                            |                                            |                                            |  |    |                                      |                                      |                                      |
|  | F1                                            | E2                                            | Alan Soutar (95.12)                           | 12 | Jonny Clayton (94.54)        | 8                                            |                                              |                                              |  |    |                                            |                                            |                                            |  |    |                                      |                                      |                                      |
|  | F1                                            |                                               |                                               |    | Jonny Clayton (94.54)        | 8                                            |                                              |                                              |  |    |                                            |                                            |                                            |  |    |                                      |                                      |                                      |
|  | E2                                            | Alan Soutar (97.01)                           | 10                                            |    |                              |                                              |                                              |                                              |  |    |                                            |                                            |                                            |  |    |                                      |                                      |                                      |
|  | E2                                            | Alan Soutar (97.01)                           | 10                                            |    |                              |                                              |                                              |                                              |  | E1 | Nathan Aspinall (96.70)                    | 16                                         |                                            |  |    |                                      |                                      |                                      |
|  |                                               |                                               |                                               |    |                              |                                              |                                              |                                              |  | E1 | Nathan Aspinall (96.70)                    | 16                                         |                                            |  |    |                                      |                                      |                                      |
|  |                                               | H1                                            | Luke Humphries (94.38)                        | 12 |                              |                                              |                                              |                                              |  |    |                                            |                                            |                                            |  |    |                                      |                                      |                                      |
|  | G1                                            | H1                                            | Luke Humphries (94.38)                        | 12 | Michael van Gerwen (107.71)  | 10                                           |                                              |                                              |  |    |                                            |                                            |                                            |  |    |                                      |                                      |                                      |
|  | G1                                            |                                               |                                               |    | Michael van Gerwen (107.71)  | 10                                           |                                              |                                              |  |    |                                            |                                            |                                            |  |    |                                      |                                      |                                      |
|  | H2                                            | Josh Rock (103.93)                            | 8                                             |    |                              |                                              |                                              |                                              |  |    |                                            |                                            |                                            |  |    |                                      |                                      |                                      |
|  | H2                                            | Josh Rock (103.93)                            | 8                                             |    | G1                           | Michael van Gerwen (95.99)                   | 10                                           |                                              |  |    |                                            |                                            |                                            |  |    |                                      |                                      |                                      |
|  |                                               |                                               |                                               |    | G1                           | Michael van Gerwen (95.99)                   | 10                                           |                                              |  |    |                                            |                                            |                                            |  |    |                                      |                                      |                                      |
|  |                                               | H1                                            | Luke Humphries (96.97)                        | 16 |                              |                                              |                                              |                                              |  |    |                                            |                                            |                                            |  |    |                                      |                                      |                                      |
|  | H1                                            | H1                                            | Luke Humphries (96.97)                        | 16 | Luke Humphries (96.20)       | 10                                           |                                              |                                              |  |    |                                            |                                            |                                            |  |    |                                      |                                      |                                      |
|  | H1                                            |                                               |                                               |    | Luke Humphries (96.20)       | 10                                           |                                              |                                              |  |    |                                            |                                            |                                            |  |    |                                      |                                      |                                      |
|  | G2                                            | Ross Smith (92.72)                            | 8                                             |    |                              |                                              |                                              |                                              |  |    |                                            |                                            |                                            |  |    |                                      |                                      |                                      |

## Trivia
- Josh Rock gooide in zijn achtste finale tegen Michael van Gerwen een 9-darter. Ondanks deze prestatie verloor hij de wedstrijd met 10-8.[3]
- Met zijn overwinning op Gerwyn Price in de kwartfinale, bereikte Raymond van Barneveld zijn eerste halve finale op een hoofdtoernooi sinds het PDC World Darts Championship 2017 en daarmee ook sinds zijn terugkeer op het professionele circuit in 2021.[4]
- Michael Smith won na acht keer runner-up te zijn geweest op een major eindelijk zijn eerste grote toernooi.[1]
- Deze editie was de eerste keer sinds de Grand Slam of Darts 2014 dat het toernooi werd gewonnen door een Engelsman. Toen won Phil Taylor.

2007 · 2008 · 2009 · 2010 · 2011 · 2012 · 2013 · 2014 · 2015 · 2016 · 2017 · 2018 · 2019 · 2020 · 2021 · 2022 · 2023 · 2024 · 2025